# Minicraft
Minicraft est un jeu d'action en vue de dessus en 2D conçu et programmé par Markus Persson, le créateur de Minecraft, pour Ludum Dare, une compétition de programmation de jeux de 48 heures. Le jeu a été publié le 19 décembre 2011.

## Système de jeu
Similaire à Minecraft, le joueur explore un monde infini et doit trouver des ressources, combattre des ennemis et construire un foyer. Le but du jeu est de tuer l'Air Wizard, le boss du jeu. Il est également précisé dans la description officielle, en accord avec le thème, que « le but du jeu est de tuer le seul autre être conscient dans le monde, vous assurant d'être seul à jamais ». Le jeu est présenté selon une perspective en vue de dessus, et selon Alec Meer de Rock, Paper, Shotgun, le jeu présente une touche de Zelda.

## Développement
Minicraft a été développé par Markus Persson, le créateur de Minecraft, en 48 heures, dans le cadre de la 22e édition de la compétition Ludum Dare. Cette compétition exige que les développeurs de jeux participants créent un jeu en 48 heures en se basant sur un thème qui est dévoilé juste avant le début du temps imparti. Pour ce Ludum Dare, le thème était « Seul »,.
Durant les 48 heures, Persson a également diffusé en direct son codage du jeu et a rédigé des billets de blog sur le site web de Ludum Dare pour les étapes importantes qu'il atteignait. Minicraft a concouru contre 891 autres jeux, avec des jugements basés sur neuf catégories, incluant entre autres « innovation, amusement, graphismes, audio, humour et ambiance ». Le vote pour le meilleur jeu a été déterminé par la communauté de Ludum Dare et la période de vote a pris fin le 9 janvier 2012,.

### Suite
Le 26 décembre 2011, Persson a tweeté qu'il travaillait sur Minicraft 2, mais prévoyait de changer ce titre provisoire. Lorsqu'on lui a demandé dans quelle direction irait le jeu, Persson a répondu : « un roguelike d'action avec de l'artisanat et un terrain modifiable ». Le 1er janvier 2012, Persson a annoncé via Twitter que le nouveau titre de la suite de Minicraft serait MiniTale. Il a également obtenu les URLs en .com et .net avec ce titre pour héberger le jeu.

### Minicraft+
Notch a publié le code source conformément aux règles de Ludum Dare, mais sans licence. À la place, il a demandé aux joueurs modifiant le jeu de lui donner un autre nom. Au cours des semaines qui ont suivi, de nombreux mods ont été créés pour le jeu, mais voyant que Notch s'était tourné vers d'autres projets, Minicraft+ est né. Minicraft+ est une version modifiée de Minicraft qui ajoute de nombreuses fonctionnalités à la version originale.

## Réception
Le jeu était fréquemment comparé aux premiers jeux de la série The Legend of Zelda, avec des critiques comme Alec Meer, rédacteur de Rock, Paper, Shotgun, ajoutant : « C'est un bon moment (et compulsif), et impressionnant de par sa complétion pour seulement 48 heures de travail acharné ».
Le critique de Boing Boing, Rob Beschizza, a critiqué le jeu en disant : « Un exploit spectaculaire en seulement quelques heures de codage, Minicraft jette le même sort que la réalité. Cependant, il souffre d'une superficialité et d'une monotonie. Il n'y a pas grand-chose à faire à part traverser le processus de vidage de chaque niveau à la recherche de minerais meilleurs ».
Dan Crawley, rédacteur chez VentureBeat, a commenté sur le système de collecte de ressources, en disant : « Une approche simple mais addictive de la collecte de ressources contribue à donner au jeu un charme fantaisiste qui n'est pas très éloigné de celui de son grand frère ».
Matt Bradford, journaliste de GamesRadar, a déclaré que « Le projet est aussi basique que l'on peut s'y attendre lors d'une compétition de codage marathon, mais le simple fait que c'est effectivement un jeu solide et jouable témoigne du talent de Persson », et a également souligné qu'« il ne fait aucun doute que cela pourrait facilement être une application à prix réduit pour iOS ou un mini-jeu pour la PS ».